# إريك برنت
اريك برنت (بالإنجليزية: Eric Bernt)‏ هو كاتب سيناريو أمريكي، ولد في 1950.

## وصلات خارجية
- إريك برنت على موقع IMDb (الإنجليزية)
- إريك برنت على موقع ألو سيني (الفرنسية)
- إريك برنت على موقع أول موفي (الإنجليزية)
- إريك برنت على موقع قاعدة بيانات الأفلام السويدية (السويدية)
- إريك برنت على موقع قاعدة بيانات الفيلم (الإنجليزية)
- إريك برنت على موقع كينوبويسك (الروسية)